# Louise

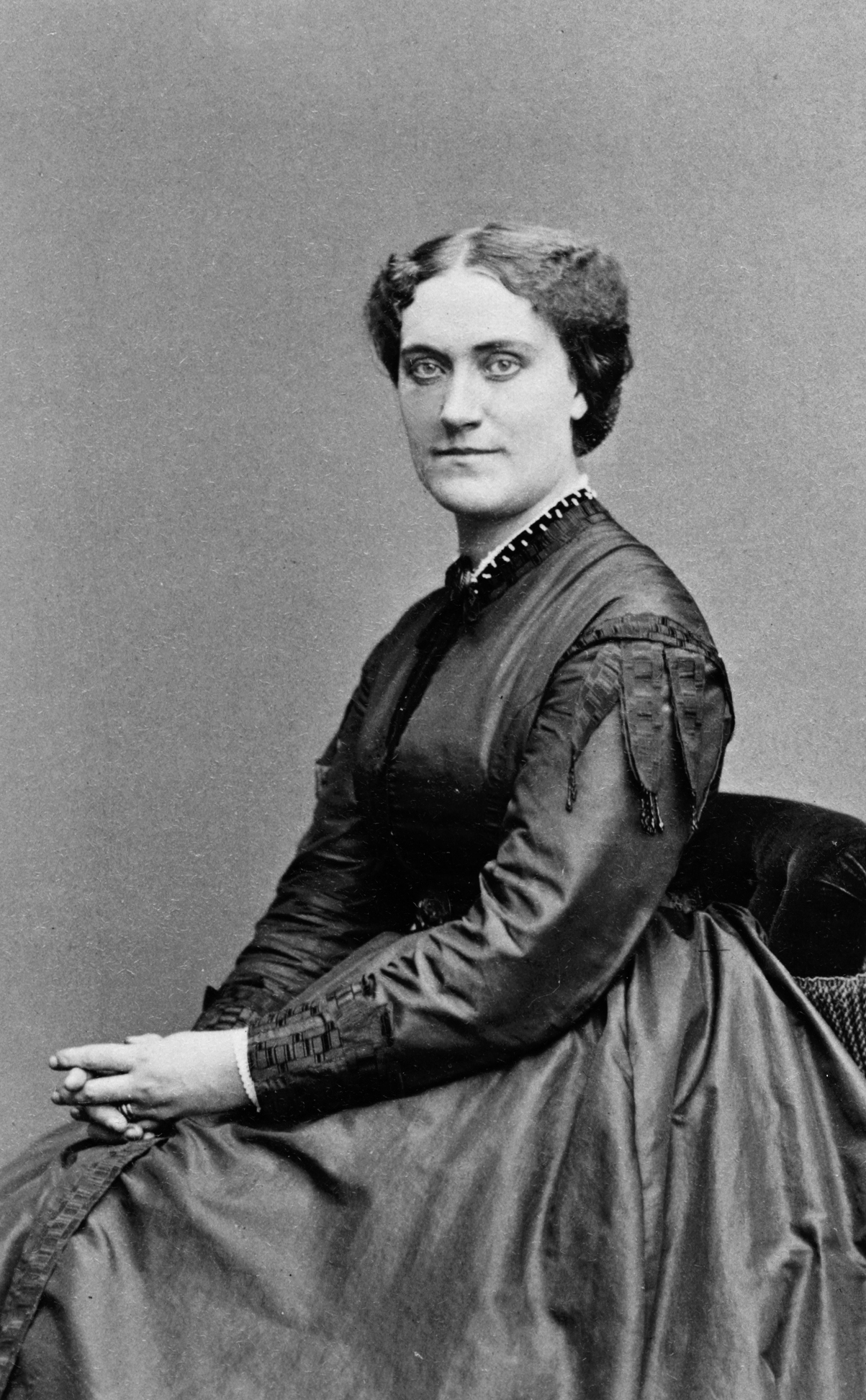
Louise Michaëli.

Louise är ett kvinnonamn med franskt ursprung. Motsvarande maskulina form är Louis, som i sin tur är en fransk form av Ludvig.
Louise blev det 19:e vanligaste tilltalsnamnet 1993. Det var kulmen på en modevåg som gjorde Louise populärare än någonsin tidigare. Louise är nu det 30:e vanligaste kvinnonamnet i Sverige (31 december 2006) med totalt 51 806 bärare. Av dessa har 14 858, eller 27,8 %, det som tilltalsnamn. Ett smeknamn är Lollo.
År 2006 var Louise det 96:e populäraste namnet, med 115 nya bärare.
Louise betyder "hjältinna" eller "berömd (kvinnlig) kämpe".
Namnsdag i Sverige: 25 augusti (sedan 1986). I den finlandssvenska namnsdagslängden har Louise namnsdag 25 augusti sedan 1950.

## Personer med namnet Louise
- Louise Aston, tysk feminist
- Louise Edlind, svensk skådespelare och politiker
- Louise Eneman-Wahlberg, svensk skådespelare
- Louise Flodin, svensk redaktör och journalist
- Louise Glück, amerikansk poet, nobelpristagare
- Louise Gundert, svensk friidrottare
- Louise Hammarström, svensk kemist
- Louise Hoffsten, svensk sångare och låtskrivare
- Louise Karlsson, svensk simmare
- Louise Lasser, amerikansk skådespelare
- Louise Mountbatten, svensk drottning
- Louise Michaëli, svensk operasångare
- Louise Michel, fransk feminist
- Louise Otto, tysk feminist
- Louise Peyron-Carlberg, svensk konstnär
- Louise du Pierry, fransk astronom
- Louise Raeder, svensk skådespelare
- Louise Ritter, amerikansk friidrottare
- Louise av Danmark, dansk prinsessa
- Louise av Storbritannien, dansk drottning
- Louise av Hessen-Kassel, dansk drottning

## Fiktiva personer med namnet Louise
- Louise Bergvall i filmen En förtjusande fröken, spelades av Agneta Lagerfeldt (1945)
- Louise Beyer, Bert-serien
- baronessan Louise Urse, född grevinnan Kyhle, i TV-serien Hedebyborna, spelades av Lena Brogren (1978 och 1982)